# Al-Mataaiya
Al-Mataaiyah, cũng đánh vần al-Muta'iya hoặc Mataeiyeh (tiếng Ả Rập: المتاعية), là một ngôi làng ở miền nam Syria, một phần hành chính của Tỉnh Daraa, nằm ở phía đông bắc của Daraa và phía tây Bosra. Các địa phương lân cận bao gồm Nasib ở phía đông, al-Taybeh ở phía tây bắc, al-Jiza ở phía bắc, Ghasm ở phía đông bắc, Bosra ở phía đông và làng Sama al-Sirhan của Jordan ở phía tây nam. Theo Cục Thống kê Trung ương Syria (CBS), al-Mataaiyah có dân số 2.744 người trong cuộc điều tra dân số năm 2004.

## Lịch sử
Al-Mataaiyah là một ngôi làng trong tàn tích khirba (ngôi làng đổ nát) vào thế kỷ 19 dưới thời Ottoman. Tuy nhiên, nửa sau của thế kỷ đó đã chứng kiến sự hồi sinh trong canh tác và an ninh ngũ cốc ở vùng Hauran, trong đó al-Mataaiyah là một phần. Vào năm 1892, một thủ lĩnh địa phương kinh doanh nhất định, ông Sheikh Khuntush, đã mua ngôi làng bị bỏ hoang sau đó với giá 1.000 leco vàng Thổ Nhĩ Kỳ. Sau đó, anh chuyển nông dân vào al-Mataaiyah và xây dựng các bể chứa bên trong ngôi làng khô để lấy nước mưa. Vào năm 1895, có khoảng 150 cư dân và Sheikh Khuntush quyết tâm mang lại nhiều nông dân hơn. Đến năm 1905, dân số tăng lên 200 người. Trong những năm 1890, một số người từ al-Mataaiyah cũng tái lập làng Sama, cách 7 km về phía tây nam.